# Sex Pastels
Sex Pastels es el tercer trabajo del grupo de punk vasco Gatillazo, y fue publicado en noviembre de 2008. Contiene 15 canciones y la colaboración de Kutxi Romero (vocalista de Marea) en "Zona glam". También incluye un DVD con 32 temas grabados en directo en su sala de ensayo. Además hay una entrevista, fotos, y el videoclip del tema "Nº1 en USA".
El título del disco hace referencia al grupo de punk británico Sex Pistols, una vez más de forma paródica.
Un mes después del estreno del disco, se anunciaría la salida de la banda por parte del guitarrista Osoron. Desde el 2009, Angel ocupa su puesto.

## Lista de canciones

### CD
1. N.º 1 en U.S.A
2. Internet
3. Todos tus muertos
4. Sr. Juez
5. Héroes cotidianos
6. Stas jddo klga
7. Relaciones peligrosas
8. Zona glam
9. Repito lo que veo
10. Insultos varios
11. Fascículos
12. Lo sabemos
13. Soy vulgar
14. Un tipo moderno
15. Siempre toca

### DVD
1. Pánfilo panfleto ataca de nuevo
2. Parques y jardines
3. Así es la vida (La Polla Records cover)
4. Con perdón
5. Tortura
6. Buen menú
7. Mas chulo que un cortapichas
8. Ya no quiero ser yo (La Polla Records cover)
9. Underdog (The Kagas cover)
10. Comunicado empresarial para la concordancia y el bienestar social
11. Gora Mari
12. ¿Eres tú?
13. Santo Rosario
14. Ridículo
15. Pijos powres
16. Fosa común
17. Vendido
18. Hsuicidio
19. Perjudicados
20. Come libertad (The Kagas cover)
21. La gran engañada
22. Mente
23. Ni hablar del peluquín (Ver, oír y callar)
24. África, tu colonia favorita
25. SSeguratas blindaoSS
26. La fuga del rocker
27. Fetos secundarios
28. Estrella del Rock (La Polla Records cover)
29. Mundo cabrón (La Polla Records cover)
30. Bisturí
31. Deporte es salud (The Kagas cover)
32. Odio a los partidos (La Polla Records cover)

## Personal
- Voz: Evaristo
- Guitarra: Txiki
- Guitarra: Osoron
- Bajo: Butonbiko
- Batería: Tripi